# Jan Henderikse

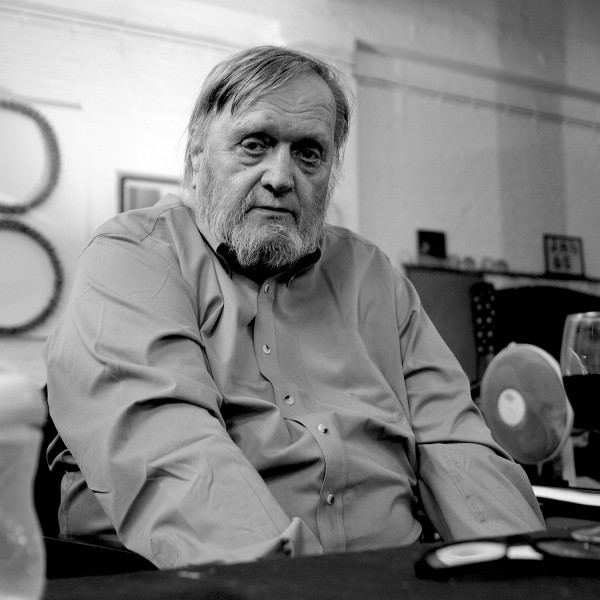
Jan Henderikse

Jan Jozias Henderikse (* 22. Januar 1937 in Delft) ist ein niederländischer Künstler des Informel, Foto- und Objektkünstler.

## Leben
Henderikse's Künstlerkarriere begann als Maler des Informel. Er lebte und arbeitete von 1959 bis 1962 zunächst in Köln und dann, nachdem ihn Günther Uecker dazu bewog, in Düsseldorf, wo er ein Atelier neben dem von Joseph Beuys bezog. 1959 gründete er mit den Künstlern Kees van Bohemen, Henk Peeters, Armando und Jan Schoonhoven die Niederländische Informelle Gruppe, die 1960 zur Gruppe nul (niederländ. Nulgroep) wurde, eine parallele Künstlerbewegung zur Gruppe ZERO. Seit Mitte der 70er Jahre beschäftigte er sich vermehrt mit Film und Fotografie sowie der Objektkunst. Die Werke aus vorgefundenem Material, den Ready-Mades, brachten ihm auch den Beinamen „King of Trash“ ein.
Von 1963 bis 1967 lebte er in Curaçao und siedelte 1968 in die USA, in den New Yorker Stadtteil Brooklyn, über. Er lebt und arbeitet in Antwerpen und New York City. Henderikse nahm an zahlreichen Einzel- und Gruppenausstellungen teil.

## Öffentlichen Sammlungen
- Daimler Kunstsammlung, Berlin
- Staatsgalerie Stuttgart
- Berardo-Museum, Lissabon